# Алиев, Ваха Амирович
Ваха Амирович Алиев (1927, Чеченская автономная область, Северо-Кавказский край — 1979, Чечено-Ингушская АССР) — кавалерист, участник Великой Отечественной войны, сын полка.

## Биография
На момент начала Великой Отечественной Алиеву было 14 лет. Тем не менее он сумел попасть на фронт, где стал сыном 255-го отдельного Чечено-Ингушского кавалерийского полка. Алиеву довелось участвовать в Сталинградской и Курской битвах, освобождении Белоруссии и Прибалтики. Несколько раз был ранен. Один из осколков оставался в его теле всю оставшуюся жизнь. Несколько раз представлялся к государственным наградам. Однополчане называли его Володей.
23 февраля 1944 года чеченцы и ингуши были депортированы. Об этом Алиеву сообщил в письме его младший брат, также оказавшийся в депортации. Затем Алиев был арестован «Смершем» и отправлен в лагерь в Магадан. После этого Алиев написал письмо на имя председателя Президиума Верховного Совета СССР К. Е. Ворошилова.
Последние годы ссылки работал в лагере фельдшером. Тогда он решил стать врачом. Вышел на свободу в 1954 году после смерти Сталина благодаря ходатайствам своих однополчан. После освобождения поехал в Киргизию, куда были сосланы его родные. После восстановления Чечено-Ингушской АССР вернулся на родину.
Окончил Северо-Осетинский медицинский институт и стал врачом. Много лет разыскивал своих однополчан. Скончался в 1979 году после тяжёлой продолжительной болезни.

## Память

Стела на улице имени Вахи Алиева.

Об Алиеве писал в своих воспоминаниях командир 255-го отдельного Чечено-Ингушского кавалерийского полка, впоследствии Герой Советского Союза Мавлид Висаитов.
23 февраля 2020 года бывшая улица Заветы Ильича Старопромысловского района Грозного была названа в честь Вахи Алиева. На этой улице установлена памятная стела с портретом Алиева. На стеле приведена фраза, оформленная в виде цитаты:
Мы служили Родине верой и правдой не жалея жизни во имя Победы. Тысячи моих земляков остались на полях сражений от Бреста до Сталинграда, а вы назвали нас предателями… Народ никогда не простит вам этого.
На церемонии открытия присутствовал глава республики Рамзан Кадыров.